# Мелони, Ассунта
Ассунта Мелони (итал. Assunta Meloni; род. 21 апреля 1951) — капитан-регент Сан-Марино с 1 октября 2008 до 1 апреля 2009 года вместе с Эрнесто Бенедеттини, принадлежит к партии Народный альянс, с 2006 года была депутатом Генерального совета, представляла Сан-Марино в ПАСЕ.

## Биография
Ассунта Мелони родилась в Сан-Марино 21 апреля 1951 года, является гражданкой Сан-Марино и жительницей города Сан-Марино, замужем за Фабрицио Стаккини (Fabrizio Stacchini), мать двоих детей. Окончила Римский университет Ла Сапиенца по специальности филология и иностранная литература, затем прошла двухлетнюю стажировку по английскому языку в университете Урбино. Штатный школьный преподаватель, откомандирована в Университет изучения Сан-Марино, работает в Департаменте воспитания и в Департаменте изучения истории. В 2006 году избрана в Генеральный совет Сан-Марино от партии Народный альянс, состояла в нескольких комиссиях: юстиции, образования и здравоохранения, общественной безопасности, представляла Сан-Марино в ПАСЕ, работала главным редактором газеты Controluce, издаваемой Народным альянсом. Являлась членом Онкологической ассоциации Сан-Марино, до апреля 2005 года занимала должность её президента. 16 сентября 2008 года Генеральный совет избрал Мелони и Эрнесто Бенедеттини, представляющего Христианско-демократическую партию Сан-Марино, на должность капитанов-регентов со сроком полномочий с 1 октября 2008 по 1 апреля 2009 года.